# Salticus brasiliensis
Salticus brasiliensis là một loài nhện trong họ Salticidae.
Loài này thuộc chi Salticus. Salticus brasiliensis được Hippolyte Lucas miêu tả năm 1833.